# Hiệp hội bóng đá Thái Lan
Hiệp hội bóng đá Thái Lan (tiếng Anh: Football Association of Thailand - FA Thailand), tên đầy đủ là Hiệp hội bóng đá Thái Lan dưới sự ban ân của Đức Vua (tiếng Thái: สมาคมกีฬาฟุตบอลแห่งประเทศไทย ในพระบรมราชูปถัมภ์) là cơ quan quản lý, điều hành các hoạt động bóng đá ở Thái Lan.
FA Thailand được thành lập vào ngày 25 tháng 4 năm 1916 bởi Vua Vajiravudh, là thành viên của FIFA vào ngày 23 tháng 6 năm 1925 và AFC vào năm 1954.